# Alto Paraíso (Paraná)
Alto Paraíso es un municipio brasileño del estado del Paraná, su población en 2005 era de 3449 habitantes.

## Historia
Fue establecido por la Ley Estatal N.º 9.242, el 9 de mayo de 1990, fue separado de Umuarama, con el nombre de Vila Alta, alterado posteriormente a su topónimo actual a través de la ley estatal n° 14.349 de 2004.
El origen de la ocupación del territorio del Municipio de Villa Alta se debe a la expansión de la industria del café del Norte Paranaense. Fue alrededor de 1960 que la Compañía Brasileira de Inigración y Colonización (COBRINC) El promovió la colonización de la Gleba Villa Alta. La base económica inicial se dividía entre la extracción maderera y el cultivo del café, que caracterizaron un período de abundancia y riqueza. Paulatinamente, con el declive de estas actividades, surge y se desarrolla la ganadería bovina.